# AIM (Motorradhersteller)
AIM oder auch A.I.M (kurz für Assemblaggio Italiano Motocicli) war ein italienischer Hersteller von Enduro-Motorrädern sowie Mopeds. Das Unternehmen wurde 1972 von Andrea Becocci – dem Bruder von Josè Becocci (Gründer von Bimm/Bimotor) – in Prato gegründet und später nach Vaiano in der Toskana verlegt.

## Geschichte
Andrea Becocci verließ aufgrund technischer und organisatorischer Differenzen das Familienunternehmen Bimm/Bimotor und richtete sich mit AIM auf sportlich orientierte Motorräder aus.
Im Gründungsjahr wurden zunächst kompakte Mopeds mit Franco-Morini-Motoren  gefertigt. 1973 präsentierte AIM sein erstes Cross-Modell, das 50 R 5, mit Franco‑Morini-Turbostar‑Motor und 5-Gang‑Getriebe und erzielte beachtliche regionale Rennerfolge.
1975 folgte ein konkurrenzfähiges 50‑cm³-Crossmodell mit Sachs-Motor, präsentiert auf dem Motorrad-Salon in Mailand. In den späten 1970er Jahren baute AIM zahlreiche leichtgewichtige Cross‑ und Enduro-Modelle mit Sachs-, Minarelli- und Franco‑Morini-Motoren in verschiedenen Hubräumen (50–250 cm³).
Sportlich erzielte AIM nationale Erfolge:
- 1970er‑Jahre: Erfolge in regionalen Cross‑Meisterschaften, u. a. mit Sergio Ballabio (50-cm³-Cross) und Gino Perego (Italienischer und Europäischer 50-cm³-Enduro‑Titel 1980)
- 1981: Edi Orioli gewann die 80-cm³-Klasse der Internationalen Sechstagefahrt.
- 1981: Luca Benedetti belegte den 1. Platz bei der Internationalen Sechstagefahrt in der 50-cm³-Klasse
- 1982: Edi Orioli 1. Platz bei der Internationalen Sechstagefahrt in der 80-cm³-Klasse

In den 1980er Jahren verkleinerte AIM sein Modellprogramm und konzentrierte sich auf 50- bis 80‑cm³‑Offroad-Maschinen; als letztes Modell stellte AIM das Baby Trial vor. Ab 1983 wurde nur noch das Leichtmodell ZB1 Moped angeboten. Die Motorradproduktion endete 1987. Trotz guter sportlicher Bilanz war der wirtschaftliche Erfolg begrenzt, da AIM wenig serielles Verkaufsvolumen erreichte und die Modelle teurer als die der Konkurrenz von Ancillotti oder Moto Gori waren. Die Ausrichtung auf Wettbewerbsmodelle mit hohem Spezialisierungsgrad verhinderte größere Marktanteile. Andrea Becocci verlagerte das Unternehmensinteresse auf Teilefertigung für Fahrräder und Motorräder. Das Unternehmen bestand bis ins späte 20. Jahrhundert.

## Modellübersicht
- 50 cm³ Franco Morini-A1 – frühe Mopeds (1972–1974)
- 50 cm³ Franco Morini Turbostar R 5 – Cross (1973)
- 50 cm³ Sachs-Cross (1975–1978)
- 75 cm³ Sachs‑Fani (1976–1978)
- 125 cm³ Sachs (1975–1977)
- 50 cm³ Minarelli (1978–1984)
- 80 cm³ Minarelli (1982–1984)
- ZB1 Moped (ca. 1982–1986)
- Offroad-Modelle bis 250 cm³ (Enduro und Cross)